# Chapil
Chapil (ros. Хапиль) – wieś w Rosji, w Dagestanie, w rejonie tabasarańskim. W 2010 liczyła 1030 mieszkańców, głównie Tabasaranów.